# Совхозный (Красноярский край)
Совхо́зный — посёлок в Саянском районе Красноярского края. Входит в состав Унерского сельсовета.

## Население
| 2010 |
| ---- |
| 123  |

## Улицы
В посёлке имеются две улицы: Совхозная и Центральная. 